# Guno Burleson
Guno Burleson (21 mei 1969) is een Surinaams dammer. Hij speelt sinds 1987 op internationaal wedstrijdniveau en is meervoudig Surinaams en Pan-Amerikaans kampioen. Hij is sinds 2018 Internationaal Grootmeester.

## Biografie
Guno Wensley Burleson werd geboren in 1969 en leerde het dammen op straat en door het bestuderen van het Damboek voor beginners. Hij damde op een zelf gemaakt dambord met doppen en schijfjes die hij uit een bezemsteel had gezaagd. In 1986 nam hij als 17-jarige deel aan zijn eerste damtoernoei met 20 jongeren. Hier behaalde hij de derde plaats. Later dat jaar nam hij deel aan het Jeugdkampioenschap en werd eerste. Hij verkreeg hierdoor een plaatsbewijs voor de WK Jeugd in Italië. In 1988 vertegenwoordigde hij zijn land tijdens de WK Jeugd in Frankrijk.
In 1989 maakte hij zijn debuut bij de senioren en hij behaalde meteen het eerste jaar de derde prijs in een veld met 24 spelers. Het jaar erop was hij ongeslagen en plaatste hij zich voor de WK in Nederland. De Surinaamse Dambond (SDB) zond echter niet hem af maar Eduard Autar. Tijdens zijn loopbaan gebeurde het viermaal dat hij onterecht niet werd afgevaardigd naar het buitenland, terwijl hij al die tijd in de top 3 stond. Ook miste hij twee keer een Pan-Amerikaans Kampioenschap. In 1991 begon hij met het schrijven van de damrubriek van de krant De Ware Tijd.
In 1993 was hij voor het eerst sinds zijn jeugd weer voor damwedstrijden in het buitenland, namelijk in Brazilië. Hij was daar ongeslagen en wist zelfs de partij tegen de Amerikaanse kampioen Iser Koeperman naar zijn hand te zetten. Burleson verwierf hierdoor de internationale Meestertitel. In 1997 won hij het Pan-Amerikaans Kampioenschap opnieuw toen dat in Paramaribo werd gehouden en later dat jaar werd hij uitgeroepen tot Sportman van het jaar. In 1998 behaalde hij zijn hoogste plaatsering uit zijn carrière als nummer 30 van de wereld. Hij bleef op topniveau spelen en behoorde vrijwel elk jaar tot de top 3 van Suriname. Tijdens de Pan-Amerikaanse kampioenschappen van 2011 en 2015 werd hij derde en in 2018 zette hij deze titel opnieuw op zijn naam. Sindsdien kan hij zich internationaal Grootmeester (GMI) noemen. Op voordracht van het bestuur werd hij in 2022 benoemd tot ambassadeur van de damsport.

## Palmares
Hij speelde tijdens de volgende internationale kampioenschappen of bereikte bij de andere wedstrijden de eerste drie plaatsen:
| Jaar | plaats | kampioenschap                                         |
| ---- | ------ | ----------------------------------------------------- |
| 1987 | Goud   | Jeugdkampioenschap                                    |
| 1987 |        | Jeugd Wereldkampioenschap, Italië                     |
| 1988 |        | Jeugd Wereldkampioenschap, Frankrijk.                 |
| 1989 | Brons  | Surinaams Kampioenschap                               |
| 1990 | Goud   | Surinaams Kampioenschap                               |
| 1994 |        | Wereldkampioenschap, Den Haag, Nederland              |
| 1991 | Brons  | Surinaams Kampioenschap                               |
| 1993 | Goud   | Pan-Amerikaans Kampioenschap, Goiânia, Brazilië       |
| 1993 | Zilver | Surinaams Kampioenschap                               |
| 1994 | Brons  | Surinaams Kampioenschap                               |
| 1996 | Zilver | Surinaams Kampioenschap                               |
| 1997 | Goud   | Pan-Amerikaans Kampioenschap, Paramaribo, Suriname    |
| 1997 | Goud   | Surinaams Kampioenschap                               |
| 1998 | Zilver | Surinaams Kampioenschap                               |
| 1999 | Goud   | Surinaams Kampioenschap                               |
| 2000 | Zilver | Championship Suriname                                 |
| 2000 | Zilver | Surinaams Kampioenschap                               |
| 2001 | Zilver | Surinaams Kampioenschap                               |
| 2002 | Zilver | Surinaams Kampioenschap                               |
| 2003 | Zilver | Surinaams Kampioenschap                               |
| 2004 | Goud   | Surinaams Kampioenschap                               |
| 2005 | Zilver | Surinaams Kampioenschap                               |
| 2008 | Brons  | Open Suriname                                         |
| 2008 | Brons  | Surinaams Kampioenschap                               |
| 2008 | Brons  | Srefidensi Open                                       |
| 2009 | Zilver | Surinaams Kampioenschap                               |
| 2010 | Brons  | Open Championship Suriname                            |
| 2010 | Zilver | Srefidensi Open                                       |
| 2011 | Brons  | Pan-Amerikaans Kampioenschap, Willemstad, Curaçao     |
| 2011 | Goud   | Open Suriname                                         |
| 2011 | Goud   | Surinaams Kampioenschap                               |
| 2011 | Goud   | Srefidensi Open                                       |
| 2012 | Brons  | US-Open, Las Vegas, Verenigde Staten                  |
| 2012 | Goud   | Roethof Open, Suriname                                |
| 2012 | Goud   | Surinaams Kampioenschap                               |
| 2012 | Brons  | Srefidensi Open                                       |
| 2013 | Brons  | Surinaams Kampioenschap                               |
| 2014 | Zilver | Surinaams Kampioenschap                               |
| 2015 | Brons  | Pan-Amerikaans Kampioenschap, São Sebastião, Brazilië |
| 2015 | Zilver | Surinaams Kampioenschap                               |
| 2015 | Goud   | Srefidensi Open                                       |
| 2016 | Goud   | Surinaams Kampioenschap                               |
| 2016 | 6e     | Pan-Amerikaans Kampioenschap, São Paulo, Brazilië     |
| 2017 | Brons  | Surinaams Kampioenschap                               |
| 2017 | Zilver | Raj Narain Srefidensi Open                            |
| 2018 | Goud   | Pan-Amerikaans Kampioenschap, Willemstad, Curaçao     |
| 2018 | Zilver | Surinaams Kampioenschap                               |
| 2019 | 18e    | Wereldkampioenschap, Yamoussoukro, Ivoorkust          |
| 2020 | Goud   | Surinaams Kampioenschap                               |
| 2022 | Goud   | Surinaams Kampioenschap                               |
| 2023 | Zilver | Surinaams Kampioenschap                               |
| 2024 | Goud   | Surinaams Kampioenschap                               |